# Simone Blattner
Simone Blattner (* 1968 in Basel) ist eine Schweizer Theaterregisseurin.

## Leben
Simone Blattner ist in Basel aufgewachsen. Nach ihrer Matur und einer Lehre als Dekorationsgestalterin studierte sie Regie an der Otto Falckenberg Schule in München. 1995 ging sie als Regiemitarbeiterin ans Theater Neumarkt zu Stephan Müller und Volker Hesse. 1996 wurde sie vom damaligen Intendanten Eberhard Witt als Spielleiterin und Hausregisseurin ans Bayerische Staatsschauspiel (Residenztheater München) engagiert. Seit 1998 arbeitet sie als freie Regisseurin, u. a. am Theater Neumarkt, am Theater Basel, am Thalia Theater Hamburg, am Residenztheater München, am Theater Bonn, am Staatstheater Dresden, am Schauspiel Frankfurt und am Berliner Ensemble. 2006 bis 2009 war sie unter Elisabeth Schweeger Hausregisseurin am Schauspiel Frankfurt.
Blattner ist Spezialistin für zeitgenössische Theatertexte. So inszenierte sie u. a. die Uraufführungen mehrerer Stücke von Martin Heckmanns, darunter «Schiess doch, Kaufhaus!» am TIF Dresden und «Kränk» am Schauspiel Frankfurt. Beide Inszenierungen wurden zu den Mülheimer Theatertagen eingeladen und erhielten jeweils den Publikumspreis. Mit Martin Heckmanns verbindet sie eine langjährige Zusammenarbeit. Mit ihren Uraufführungen wurde sie vermehrt zu den Autoren-Theatertagen in Hamburg und Berlin eingeladen; zuletzt 2023 an die Autor:innentheatertage des Deutschen Theaters in Berlin mit der Inszenierung «Die toten Freunde (Dinosauriermonologe)» von Ariane Koch.

## Inszenierungen (Auswahl)
- Die launische MarianneI von Alfred de Musset, Otto Falckenberg Schule
- Man spielt nicht mit der Liebe von Alfred de Musset, Residenztheater (München)
- Ein Blick von der Brücke von Arthur Miller, Residenztheater (München)
- Das grosse Heft von Ágota Kristóf, Residenztheater (München)
- Der Fremde von Albert Camus, Residenztheater (München)
- Girlsnightout von Gesine Danckwart, Schauspiel Frankfurt
- Goodbye Hello Lucy von Oliver Bukowski, Theater Neumarkt
- Volpone von Stefan Zweig, Theater Neumarkt
- Schiess doch, Kaufhaus! von Martin Heckmanns, Theaterhaus Jena und TIF/ Staatsschauspiel Dresden
- Kränk von Martin Heckmanns, Schauspiel Frankfurt
- Floh im Ohr von Georges Feydeau, Schauspiel Frankfurt
- Torschusspanik von Mirjam Neidhart, Thalia Theater Hamburg
- Die Jungfrau von Orleans von Friedrich von Schiller, Schauspiel Frankfurt
- Leviathan von Dea Loher, Schauspiel Frankfurt
- Bandscheibenvorfall von Ingrid Lausund, New York
- Die Liebe zur Leere von Martin Heckmanns, Schauspiel Frankfurt
- Othello von William Shakespeare, Schauspiel Frankfurt
- Zukunft für immer von Martin Heckmanns, Staatsschauspiel Dresden
- Das Käthchen von Heilboronn von Heinrich von Kleist, Berliner Ensemble
- Ein Teil der Ganz im Haus der Lügen von Martin Heckmanns, Theater Neumarkt
- Die Präsidentinnen von Werner Schwab, Schauspielhaus Graz
- Abraumhalde von Elfriede Jelinek, Theater Bonn
- Candide oder der Optimismus von Voltaire, Theater Neumarkt
- Himmel von Wajdi Mouawad, Theater Neumarkt
- Die toten Freunde (Dinosauriermonologe) von Ariane Koch, Else-Lasker-Schüler-Stückepreis, uraufgeführt am Pfalztheater Kaiserslautern
- Der Schwindel und sein Gegenteil von Martin Heckmanns, Festspiele Zürich, Theater Neumarkt